# Средно училище „Христо Смирненски“ (Стара Загора)
Средно училище „Христо Смирненски“ е средно училище в Стара Загора. Открито през 1963, то носи името на българския поет Христо Смирненски.

## История
- СОУ
„Христо Смирненски“
(Стара Загора)
- СОУ
„Христо Смирненски“
(Стара Загора)

### Хронология
- 16.09.1963 г. – в кв. Лозенец се открива начално училище със 17 паралелки.
- 18 януари 1964 г. – в квартал „Лозенец“, гр. Стара Загора, с Акт № 2092 се предоставя за училище застроена площ от 500 м2 с 11 класни стаи.
- 1965 – 1966 г. – училището прераства от начално в основно и започва да води организиран училищен живот.
- 1983 – 1984 г. – училището се развива и от Осмо основно училище прераства в Единно средно политехническо училище ”Христо Смирненски“.
- 1988 г. – за активна учебно-възпитателна работа и по случай 25 години от основаването си, ЕСПУ „Христо Смирненски“ получава орден „Кирил и Методий“ II степен.
- 1990 – 2016 г. – СОУ
- от 2016 г. – Средно училище

### Директори
- Кольо Петков (1965 – 1966 учебна година)
- Иван Маринов (1965 – 1966 г.)
- Иван Колев (1984 – 1985 г.)
- Иван Пенев (1985 – 1990 г.)
- Галентин Караславов (1990 – 1991 г.)
- Диана Георгиева (1991 – 2005 г.)
- Пенка Трандева – директор на СОУ „Христо Смирненски“ – Стара Загора от 2005 г. до днес

## Патрон на училището
Христо Димитров Измирлиев/Смирненски (17 септември 1898 г. – 18 юни 1923 г.) е роден в град Кукуш, днешна Гърция.
Български поет, ярък представител на постсимволизма в българската литература. Въпреки ранната си смърт (на 25-годишна възраст), той се слави като доста продуктивен автор – едно от последните издания на събраните му съчинения се състоят от осем тома.

Смирненски е поет с виртуозен талант, забележителен пародиен потенциал и изключителни версификативни възможности.

## Учебно възпитателен план
В СОУ „Христо Смирненски“ е застъпено ранното чуждоезиково обучение. Децата имат възможност да изучават руски, английски и френски език.

В добре оборудвани кабинети овладяват информатика и съвременни информационни технологии.

За по-талантливите и музикалните има три паралелки с разширено изучаване на музика. Работи се на кабинетна система. Всяка стая е предназначена за съответния предмет, а преподавателите са се погрижили да създадат приятна и възпитаваща обстановка. Училището разполага с видеозала, фитнес зала, кабинети по музика, биология, здравно образование, безопасност на движението и др.
От 15 септември 2010 г. СОУ „Христо Смирненски“ има нов сайт, който редовно се актуализира с полезна и любопитна информация.
От няколко години учители и ученици съвместно работят по различни проекти:

- „Превенция на ХИВ/СПИН“
- „Детска полицейска академия“
- „Училището – желана територия на учениците“
- „Оптимизация на училищната мрежа“
- „С грижа за всеки ученик“
- „Европейски дневник – разумни решения“
- „Еко град“ и др.

За възпитанието и образованието на учениците се грижат висококвалифицирани, с богат опит, упорити и всеотдайни педагози, за които работата с децата е призвание.
Педагогическият състав наброява 45 души – 9 с пета, 1 с четвърта, 2 с трета, 5 с втора професионална квалификационна степен. Те осигуряват качествена общообразователна подготовка на своите ученици.